# Barata (bairro do Rio de Janeiro)
Barata é um sub-bairro do Realengo, bairro da XXXIII Região Administrativa no Município do Rio de Janeiro. Herda o nome da família "Fernades Barata" a qual estabeleceu residência na região e possuía a maior parte das terras do que hoje é conhecido como Realengo. Houve a intenção de mudar o nome para Quarto-centenário, nome de uma pracinha na região, mas não houve boa aceitação da população local. É a partir dela que se chega a sede Piraquara do Parque Estadual da Pedra Branca subindo toda a extensão da Rua do Governo.